# AO Ksanti
AO Ksanti (gr. Α.Ο. Ξάνθη)  – grecki klub piłkarski z siedzibą w mieście Ksanti w Tracji, założony w 1967 roku, w wyniku fuzji dwóch lokalnych klubów Aspida i Orfeas. Do 1991 roku nosił nazwę AO Ksanti, po raz pierwszy awansował do Superleague Ellada w 1989 roku. W 1991, po wykupieniu przez firmę Viamar S.A., oficjalnego importera samochodów Skoda, zespół zmienił nazwę na Skoda Ksanti. W 2016 roku umowa o współpracy została zakończona i klub wrócił do nazwy AO Ksanti
W sezonie 2004/2005 zespół zajął najwyższe w historii, 4. miejsce w Superleague Ellada.

## Europejskie puchary
Legenda do wszystkich tabel:
- Q – runda eliminacyjna, 1/16, 1/8, 1/4, 1/2 – odpowiednia faza rozgrywek, Grupa – runda grupowa, 1r gr – pierwsza runda grupowa, 2r gr – druga runda grupowa, F – finał, R – runda, PO – play-off
- k. – rzuty karne, los. – losowanie, Dogr. – dogrywka, w. – zasada bramek strzelonych na wyjeździe

| Sezon   | Rozgrywki   | Runda | Przeciwnik       | Dom | Wyjazd | Ogólnie       |
| ------- | ----------- | ----- | ---------------- | --- | ------ | ------------- |
| 2002/03 | Puchar UEFA | 1R    | S.S. Lazio       | 0–0 | 0–4    | 0–4           |
| 2005/06 | Puchar UEFA | 1R    | Middlesbrough    | 0–0 | 0–2    | 0–2           |
| 2006/07 | Puchar UEFA | 1R    | Dinamo Bukareszt | 3–4 | 1–4    | 4–8           |
| 2013/14 | Liga Europy | 2Q    | Linfield         | 0–1 | 2–1    | 2–2, Dogr. w. |
| 2013/14 | Liga Europy | 3Q    | Standard Liège   | 1–2 | 1–2    | 2–4           |

## Skład na sezon 2017/2018
| Nr | Poz. | Piłkarz               |
| -- | ---- | --------------------- |
| 1  | BR   | Atanasios Garawelis   |
| 4  | OB   | Stratos Swarnas       |
| 5  | OB   | Dimos Baksewanidis    |
| 6  | PO   | Pablo de Lucas        |
| 7  | NA   | Panajotis Triadis     |
| 10 | PO   | Petar Đuričković      |
| 11 | PO   | Adrián Lucero         |
| 12 | PO   | Alfredo Mejía         |
| 14 | BR   | Panajotis Statakis    |
| 16 | BR   | Manolis Demenikos     |
| 17 | OB   | Konstandinos Tymianis |
| 18 | NA   | Matías Gastón Castro  |
| 19 | NA   | Kike Boula            |
| 20 | BR   | Živko Živković        |

| Nr | Poz. | Piłkarz                        |
| -- | ---- | ------------------------------ |
| 21 | OB   | Konstandinos Fliskas (kapitan) |
| 23 | NA   | Okan Suleiman                  |
| 24 | NA   | Petros Orphanides              |
| 26 | NA   | Erik Jendrišek                 |
| 27 | OB   | Salimo Sylla                   |
| 30 | OB   | Dimitrios Meliopulos           |
| 31 | OB   | Christos Lisgaras              |
| 32 | OB   | Jorge Casado                   |
| 35 | NA   | Wasilios Fasidis               |
| 37 | NA   | Christopher                    |
| 77 | NA   | Brito                          |
| 92 | OB   | Khassa Camara                  |
| 97 | PO   | Rafail Melisopulos             |
| 99 | NA   | Nikos Sampanidis               |